# Lubnice
Lubnice település Csehországban, a Znojmói járásban. Lubnice Uherčice, Korolupy, Dešná, Bačkovice, Kostníky és Police településekkel határos. Lakosainak száma 56 fő (2024. január 1.).

## Népesség
A település lakosságának változását az alábbi diagram mutatja:
| Lakosok száma | 301  | 270  | 303  | 231  | 143  | 90   | 66   | 62   | 62   | 56   |
|               | 1869 | 1890 | 1921 | 1950 | 1980 | 2001 | 2017 | 2019 | 2022 | 2024 |